# Blair Brown (pallavolista)
Jennifer Blair Brown Lipsitz (Purcellville, 5 marzo 1988) è un'ex pallavolista e allenatrice di pallavolo statunitense.
Giocava nel ruolo di opposto e allena la State University of New York at Buffalo.

## Carriera

### Giocatrice
La carriera di Blair Brown, moglie del pallavolista Max Lipsitz, inizia nei tornei scolastici della Virginia, giocando per quattro anni con la Loudoun Valley High School. Al termine delle scuole superiori entra a far parte della squadra della Pennsylvania State University, impegnata in NCAA Division I: dopo aver saltato la stagione 2006, nelle successive quattro si aggiudica altrettanti titoli nazionali, facendo inoltre incetta di riconoscimenti individuali.
Appena conclusa la carriera universitaria, nel gennaio 2011 firma il suo primo contratto professionistico approdando in Italia, dove difende i colori della Pallavolo Villanterio di Pavia, per la seconda parte della Serie A1 2010-11. Successivamente gioca a Porto Rico, dove partecipa alla Liga de Voleibol Superior Femenino 2012, difendendo prima i colori delle Indias de Mayagüez, che lascia per concludere l'annata nelle Valencianas de Juncos. Nel campionato 2012-13 viene ingaggiata dal Volley Bergamo, altro club della massima divisione italiana, mentre nel campionato seguente fa una breve apparizione in Francia, militando per circa un mese nell'Évreux Volley-ball, club di Ligue A che lascia nel dicembre 2013, ritirandosi dalla pallavolo giocata.

### Allenatrice
Nel 2015 inizia la carriera da allenatrice, prendendo il timone della State University of New York at Buffalo.

## Palmarès

### Club
- NCAA Division I: 4

2007, 2008, 2009, 2010.

### Premi individuali
- 2008 - All-America Second Team
- 2008 - NCAA Division I: University Park Regional All-Tournament Team
- 2009 - All-America First Team
- 2009 - NCAA Division I: Gainesville Regional All-Tournament Team
- 2010 - All-America First Team
- 2010 - NCAA Division I: University Park Regional MVP
- 2010 - NCAA Division I: Kansas City National All-Tournament Team